# Lo Zen e l'arte della manutenzione della motocicletta
Lo Zen e l'arte della manutenzione della motocicletta è un libro di Robert M. Pirsig del 1974. Il romanzo è una sorta di autobiografia di un viaggio (reale e metaforico) in cui l'autore e il figlio Chris attraversano in motocicletta gli Stati Uniti dal Minnesota alla California, assieme ad un’altra coppia di amici.
In italiano il romanzo è uscito presso Adelphi nel 1981 per la traduzione di Delfina Vezzoli.

## Argomento
Il racconto del viaggio in motocicletta, ricco di descrizioni particolareggiate, è intercalato da digressioni di carattere filosofico. In questo modo si viene a delineare un'architettura complessa del romanzo, che si risolve in due piani di narrazione: l'uno descrittivo e l'altro di indagine filosofico-spirituale.
Nel libro vengono sviluppati i primi elementi di quella che in seguito Pirsig avrebbe battezzato metafisica della qualità. Mentre il protagonista elabora questa teoria, è impegnato anche nella assidua ricerca del proprio io primitivo, Fedro, quella parte della sua personalità che lo aveva già condotto in precedenza sull'orlo della follia e che era stata sepolta dalla terapia con elettroshock, ma che durante il viaggio preme prepotentemente per riemergere.
La storia della vita del protagonista, verosimilmente l'autore stesso, viene rivelata lentamente durante l'opera, ed è proprio il senso della "ricerca" che domina lungo tutto il racconto. Ricerca della propria personalità perduta da un lato e dall'altro del principio ontologico alla base dell'essere che si risolve nel delinearsi della metafisica della qualità.
Il protagonista in passato si era in effetti interessato di filosofia - benché insegnasse Retorica in un college degli Stati Uniti - e anzi dal romanzo si capisce che proprio questa ricerca metafisica lo abbia gettato nel vortice della follia: è questo il motivo per cui si rivela così restio a riprendere le sue indagini filosofiche.
Questa volta il protagonista ha però a sua disposizione un'ancora, il figlio Chris, che gli darà coraggio e forza d'animo per affrontare i terribili quesiti alla base dell'essere e sopportare le incredibili visioni e paesaggi che si dipanano innanzi agli occhi di un iniziato alla metafisica della qualità.

## Seguito
Quasi vent'anni dopo Pirsig ha pubblicato il seguito di questo romanzo, in cui la metafisica della qualità viene ulteriormente sviluppata: Lila: un'indagine sulla morale.